# Jacques Dezais
Jacques Dezais (* vor 1680; † nach 1726) war ein französischer Tänzer, Choreograph und Verleger.

## Leben
Über das Leben Dezais' ist nur soviel bekannt, wie seinen eigenen Schriften zu entnehmen ist. Sowohl Geburts- als auch Sterbedaten liegen im Dunkeln. Eine erste Erwähnung seines Namens findet sich im IX. Recueil de Danses pour l'Année 1711. In diesem verkündet er den Tod von Raoul-Auger Feuillet am „14. juin de cette année (1710)“. Er selbst bezeichnet sich als „l'un des ses Elèves“, und als Erbe von Feuillets Privilegien. Damit setzte er Feuillets erfolgreiche Serie jährlich erscheinender Receuil de Danses bis nachweislich 1725 fort. Bereits im Jahr 1712 gab er, im Stile von Feuillets eigener Publikation, einen 2e Recueil de nouvelles contredances heraus. Der Tradition Feuillets ebenfalls folgend arbeitete er für die Receuils de Danses mit einem berühmten Choreographen der Pariser Oper zusammen; allerdings ersetzte er für die ersten Jahre Feuillets Mitarbeiter Louis-Guillaume Pécour (1653–1729) durch den damaligen Star Jean Balon (1676–ca. 1729) und erweiterte die meisten Sammlungen um eine eigene Choreographie.
Dezais gehört auch zu den entscheidenden Figuren um die Entstehung des Cotillon francaise, gehört er doch zu den frühesten Herausgebern und Choreographen solcher Tänze. Mit dem Cotillon des Fêtes de Thalie (Paris 1715) gelang ihm die erste Veröffentlichung eines Tanzes für vier Paare überhaupt.
Im November 1720 wurde Dezais als Maître de Danse der Académie Royale de Musique aufgenommen und war für die frequantes répétitions de l'Opéra et du balet du Roy (Vorwort zum Recueil de Danses für das Jahr 1722) zuständig. Seine Aufgabe bestand wohl in dem, was heute Maître de Ballet genannt wird, also die Erziehung der Eleven und die Wiederholung von Repertoirewerken.
Seine letzte Erwähnung findet sich in dem kürzlich wiederentdeckten Premier Livre de Contre-Danses (Paris 1726). Danach verliert sich jede Spur von ihm.

## Werke

### Herausgeber

#### Gedruckt
- IX. Recueil de Danses pour l’Année 1711 (Paris 1710)
- X. Recueil de Danses pour l’Année 1712 (Paris 1712)
- XIe. Recueil de Danses pour l’Année 1713 (Paris 1713)
- XIIIe. Recueil de Danses Pour l’Année 1715 (Paris 171[5])
- XIIIIe Recüeil de Danses Pour l’Année 1716 (Paris 171[6])
- XV. Recüeil de Danses pour l’Année 1717 (Paris 171[7])
- XVII Recüeil de Danses pour l’Année 1719 (Paris 171[9])
- XVIII Recueil de Danses pour l’Année 1720 (Paris 1720)
- IIII Recüeils de Dances Nouvelles Pour l’Année 1720 (Paris 17[20])
- XIXe et Ve Recueil de Dances Pour l’Année 1721 (Paris 17[21], verschollen)
- XXe. et VIe. Recüeil. de Dances Pour l’Année 1722 (Paris 1722)
- XXIe Recüeil de Dances pour l’Année 1723 (Paris 17[23], verschollen)
- XXII Recüeil de Dances Pour l’Année 1724 (Paris 1724)
- XXIII Recüeil de Dances Pour l’Année 1725 (Paris 172[5])
- 2e Recueil des nouvelles contredanses (Paris 1712)
- Premier Livre de Contre-Dances à Quatre, à six & à Huit (Paris 1726)

#### Handschriftlich
- XIIe. Recüeil de Danses pour l’Anée 1714 (Paris 171[4])
- XVI Recueil de Danses Pour l’année 1718 (Paris 171[8])
- XII. Recüeil de Dances pour l’Année 1719 (Paris 171[9])

### Choreograf
- L’Asturienne (Danse à 2, Paris 1712)
- La Denain (Danse à 2, gewidmet an Jeanne-Angélique Roque de Varangeville, Herzogin von Villars, Paris 1713)
- le Menuet d’Espagne (Danse à 2, Paris 1715)
- Le Cotillon des Fêtes de Thalie (Cotillon à 8, Paris 1716)
- La Ribeyra (Danse à 2, gewidmet der Botschafterin von Portugal, Paris 1717)
- L’Italiene Contredanse (Cotillon à 4, Paris 1719)
- La Chamberi (Danse à 2, Paris 1714)
- La corsini (Danse à 2, Paris 1718)
- Menuet de la Provancale (Danse à 2, Paris 1725, verschollen)
- L’Alliance (Danse à 2, Paris 1725, verschollen)